# 臥竜区
臥竜区（がりゅう-く）は中華人民共和国河南省南陽市に位置する市轄区。

## 行政区画
- 街道:七一街道、臥竜崗街道、武侯街道、梅渓街道、車站街道、光武街道、靳崗街道
- 鎮:石橋鎮、潦河鎮、安皋鎮、蒲山鎮、陸営鎮、青華鎮、英荘鎮、潦河坡鎮、謝荘鎮
- 郷:七里園郷、王村郷

## 名所
- 南陽武侯祠
- 鄂城寺
- 南陽漢画館